# Cezar Petrescu
Cezar Petrescu (ur. 1 grudnia 1892 w miejscowości Hodora k. Jass, zm. 9 marca 1961 w Bukareszcie) – rumuński pisarz i publicysta.
Urodził się jako syn profesora Uniwersytetu Paryskiego Dimitie Petrescu. W wieku 15 lat opublikował swoją pierwszą powieść, 1911–1915 studiował na Uniwersytecie w Jassach. W 1919 przeniósł się do Bukaresztu, gdzie pracował jako redaktor jednych z najważniejszych ówcześnie dzienników w Rumunii, m.in. był jednym z redaktorów pisma Gândirea. Był członkiem Akademii Rumunii. Od 1923 do 1928 opublikował m.in. Intunecarea, powieść o I wojnie światowej. W swoich powieściach, m.in. Mrok (1927, 1. wyd. pol. pt. Ciemność w 1933) i Aurul negru (1931), oraz w nowelach, przedstawiał rumuńskie społeczeństwo okresu międzywojennego.